# Ada Colau
Ada Colau Ballano (pron. catalana: /ˈaðə kuˈɫaw bəˈʎanu/; Barcellona, 3 marzo 1974) è un'attivista e politica spagnola, sindaca di Barcellona dal 13 giugno 2015 al 17 giugno 2023, prima donna a ricoprire tale incarico.

## Biografia
Nata da genitori oggi separati (Ramón Colau Rami, pubblicitario, e Agustina Ballano Bernal, agente di commercio), con quattro fra fratelli e sorelle, cresciuta nel quartiere popolare di Guinardó, ha studiato in una scuola nel quartiere Sarrià-Sant Gervasi, nella Accademia Febrer e successivamente presso la Facoltà di Filosofia dell'Università di Barcellona, lasciando gli studi a 30 crediti dalla laurea. Durante il suo periodo universitario, ha studiato a Milano con la borsa di studio Erasmus e ha svolto diversi lavori precari: hostess, operatrice di call center, insegnante e animatrice nelle scuole per l'infanzia.
Nei primi anni 2000 ha lavorato in televisione come reporter di guerra.
Dall'unione con Adrià Alemany, economista schierato a sinistra, sono nati due figli, nel 2011 e 2017.
Ada Colau è apertamente bisessuale. Parla fluentemente l'italiano, oltre al catalano e allo spagnolo.

## Creazione di PAH
Ha iniziato la sua carriera come attivista nei primi anni '90, durante le proteste contro la Guerra del Golfo. Durante il periodo degli studi universitari ha condiviso l'abitazione con altre persone, rendendosi conto dell'importanza sociale del problema casa. Nel 2009 è stata tra gli organizzatori della piattaforma delle persone colpite da ipoteca (PAH, Plataforma de Afectados por la Hipoteca) a Barcellona, che ha riunito diversi movimenti relativi a questo problema, concentrandosi sul debito ipotecario e sugli sgomberi, e rivendicando il pagamento in natura. Quando successivamente gli sgomberi cominciarono a moltiplicarsi, i PAH lanciarono, nel novembre 2010, la campagna Stop desahucios ("Stop sfratti"). Il Movimento 15-M e la piattaforma di democrazia reale nel 2011 hanno contribuito in modo decisivo a rivelare le diverse piattaforme, e a collaborare attivamente, con molti dei suoi membri, nella campagna. Nel corso del 2012 Ada Colau acquisì notorietà mediatica in Spagna come il principale rappresentante e portavoce della piattaforma.
E coautrice del libro Vidas ipotecato, pubblicato originariamente in catalano nel 2012.
Nel febbraio 2013, Ada Colau è stata incaricata di presentare, a nome della PAH, l'Osservatorio sui diritti economici, sociali e culturali di altri movimenti sociali per un'iniziativa legislativa popolare al Congresso dei Deputati. Sostenuta con 1 402 845 firme di cittadini, contiene un disegno di legge per la regolamentazione di tre aspetti fondamentali: il pagamento in natura, come formula preferita per l'estinzione del debito nei confronti delle banche; la moratoria su tutti gli sgomberi e l'estensione di alloggi in locazione sociale di proprietà delle banche.

## Sindaca di Barcellona
Il 7 maggio 2014 Ada Colau annunciò che stava lasciando PAH. Un mese più tardi, con diverse persone legate ai movimenti sociali, Colau presentò Guanyem Barcelona, una piattaforma civica creata con l'obiettivo di "costruire un'offerta alternativa" in vista delle elezioni comunali del 2015 nella capitale catalana. Dopo diversi mesi di lavoro, a febbraio 2015 la coalizione elettorale si presentò come Barcelona en Comú (BC), con la confluenza di Iniziativa per la Catalogna Verdi, Sinistra Unita, Equo, Proces costituente, Podemos e la piattaforma Guanyem. Il 15 marzo 2015, Ada Colau fu proclamata capolista, dopo un processo di primarie aperte in cui era l'unico candidato. Nel maggio 2015, Barcelona en Comú vinse le elezioni comunali, ottenendo 11 consiglieri su un totale di 41. Il 15 giugno 2019 Colau fu rieletta sindaca dal consiglio comunale barcellonese.